# Fading
A Fading (IPA: [feɪ'dɪ·ŋ], az angol szó magyarul a.m. halványulás, fakulás) Rihanna barbadosi énekesnő dala ötödik, Loud című albumáról. Jamal James és Ester Dean voltak a szám szerzői, producere Polow da Don. Zeneileg a felvétel az ír énekesnő, Enya One by One című számát idézi (az A Day without Rain című albumról), míg dalszövege alapján egy kapcsolat befejezéséről szól. A kritikusokat megosztotta a Fading, egyesek dicsérték a producert, mások azt hangsúlyozták, hogy a felvétel semmi egyedit nem tartalmaz, nem egy szerint a Take a Bow című kislemezéhez hasonlít. A dalt Rihanna a Loud Tour bizonyos állomásain adja elő.

## Háttér

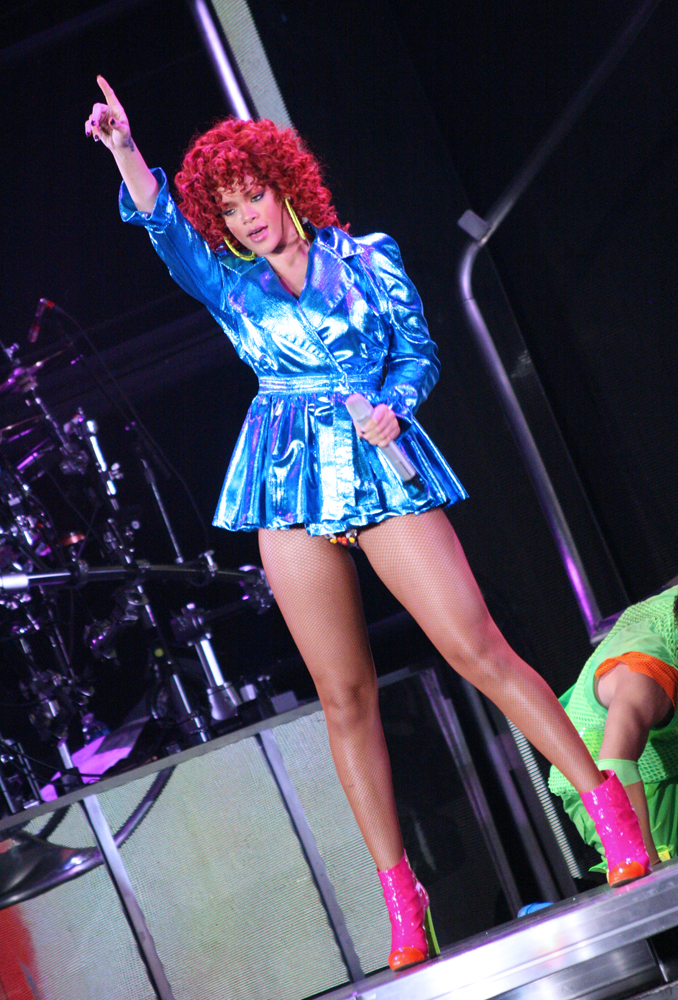
A dalt a Loud Tour bizonyos állomásain adja elő az énekesnő.

A Loud munkálatai 2010 februárjában kezdődtek, és közel 6 hónapot vett igénybe, mialatt a Last Girl on Earth Tour állomásait járta és a Battleship forgatásán vett részt az énekesnő. 2011 márciusában Rihanna rajongói segítségét kérte, hogy válasszák ki neki következő kislemezét az S&M után. A Cheers (Drink to That), Man Down, California King Bed és Fading című felvételek közül lehetett választani, a legnépszerűbbhöz videóklipet is ígért az énekesnő. Március 12-én született meg az eredmény: a California King Bed került ki győztesként, így ezt adta ki az album következő kislemezeként. Az Egyesült Államokban a Man Down előbb került a rádiók műsoraira. 2011 augusztusában egy remixváltozat jelent meg, melyről azonnal olyan hírek terjedtek, hogy ez lesz a Loud bővített kiadásának első kislemeze. Az énekesnő megcáfolta a híreket, hiszen egy teljesen új albumot ad ki Talk That Talk címmel 2011 novemberében.

## Zene és dalszöveg
A dalt Jamal James és Ester Dean írta, producere Polow da Don volt, zeneileg Enya One by One című számát idézi. Sandy Vee közreműködésével 2010-ben Párizsban, a The Bunker Studio's-ban vették fel a számot. A felvételben két hangszer, zongora és hegedű szólal meg. A dal szövege arról szól, hogy egy nő otthagyja barátját egy halványuló kapcsolat befejezéseként. Emily Mackay szerint az énekesnő korábbi kislemezeire emlékeztet a felvétel, így például a Take a Bow című számra.

## Élő előadások
Habár televíziós fellépéseken sosem adta elő az énekesnő a dalt, a Loud Tour dallistáján helyet kapott a felvétel. 2011. június 6-án és 7-én Kanadában, Toronto városában adta elő a Fading-et.

## Közreműködők
- Robyn Rihanna Fenty – vokálok
- Ester Dean – háttérvokálok
- Jamal Jones és Ester Dean – dalszövegírás
- Polow da Don – producer
- Kuk Harrell, Josh Gudwin és Marcus Tovar – felvétel
- Veronika Bozeman, Kuk Harrell – vokál producer
- Damien Lewis – mérnök
- Phil Tan - keverő
- Sandy Vee - felvétel

## Slágerlistás helyezések
| Slágerlista (2011) | Legjobb helyezés |
| ------------------ | ---------------- |
| Brit kislemezlista | 187              |

## Fordítás
Ez a szócikk részben vagy egészben  a   Fading (song) című angol Wikipédia-szócikk fordításán alapul.  Az eredeti cikk szerkesztőit annak laptörténete sorolja fel. Ez a jelzés csupán a megfogalmazás eredetét és a szerzői jogokat jelzi, nem szolgál a cikkben szereplő információk forrásmegjelöléseként.